# Страсбург (Колорадо)
Страсбург (англ. Strasburg) — переписна місцевість (CDP) в США, в округах Адамс і Арапаго штату Колорадо. Населення — 3307 осіб (2020).

## Географія
Страсбург розташований за координатами 39°43′15″ пн. ш. 104°19′5″ зх. д. / 39.72083° пн. ш. 104.31806° зх. д. (39.720709, -104.318187).  За даними Бюро перепису населення США в 2010 році переписна місцевість мала площу 53,93 км², з яких 53,86 км² — суходіл та 0,06 км² — водойми.

## Демографія
Згідно з переписом 2010 року, у переписній місцевості мешкало 2447 осіб у 921 домогосподарстві у складі 665 родин. Густота населення становила 45 осіб/км².  Було 970 помешкань (18/км²).
Расовий склад населення:
| - 93,6 % — білих - 0,9 % — корінних американців - 0,9 % — чорних або афроамериканців - 0,6 % — азіатів - 2,0 % — осіб інших рас |

До двох чи більше рас належало 2,0 %. Частка іспаномовних становила 6,7 % від усіх жителів.
За віковим діапазоном населення розподілялося таким чином: 27,4 % — особи молодші 18 років, 60,7 % — особи у віці 18—64 років, 11,9 % — особи у віці 65 років та старші. Медіана віку мешканця становила 38,9 року. На 100 осіб жіночої статі у переписній місцевості припадало 104,6 чоловіків;  на 100 жінок у віці від 18 років та старших — 99,3 чоловіків також старших 18 років.
Середній дохід на одне домашнє господарство  становив 79 191 долар США (медіана — 76 875), а середній дохід на одну сім'ю — 87 763 долари (медіана — 86 000). Медіана доходів становила 56 972 долари для чоловіків та 35 324 долари для жінок. За межею бідності перебувало 4,7 % осіб, у тому числі 6,6 % дітей у віці до 18 років та 0,0 % осіб у віці 65 років та старших.
Цивільне працевлаштоване населення становило 1280 осіб. Основні галузі зайнятості: освіта, охорона здоров'я та соціальна допомога — 21,5 %, науковці, спеціалісти, менеджери — 13,2 %, роздрібна торгівля — 12,3 %.